# 沃森海崖
86°0′S 145°0′W / 86.000°S 145.000°W
沃森海崖（英語：Watson Escarpment）是南極洲的懸崖，沿著斯科特冰川東側向北伸延，其後向東至里迪冰川，屬於毛德王后山脈的一部分，長180公里，海拔高度3,550米。